# Les Remplaçants
Pour plus de détails, voir Fiche technique et Distribution.
Les Remplaçants (The Replacements) est un film américain réalisé par Howard Deutch, sorti en 2000.
Ce film reprend sur le ton de la comédie la grève des joueurs de la NFL en 1987.

## Synopsis
Shane Falco, ancien quarterback star de l'université d'État de l'Ohio qui a raté son unique saison professionnelle en perdant au Super Bowl (appelé Sugar Bowl dû à sa défaite de 45 points d'écart), nettoie la coque des bateaux au port. Pendant qu'il revit sa gloire passée sous l'eau, les Washington Sentinels jouent un match au cours duquel les commentateurs John Madden et Pat Summerall mentionnent la grève salariale des joueurs. Comme le jeu tire à sa fin, le quarterback des Washington Sentinels, Eddie Martel, se couche au sol pour éviter d'être blessé au lieu de marquer le touchdown qui aurait gagné le match.
Plus tard dans la journée, le propriétaire des Washington Sentinels embauche Jimmy McGinty, l'ancien head coach (en) des Sentinels, qui avait été viré après s'être battu avec le quarterback, pour recruter des joueurs remplaçants (en) pour continuer la saison pendant la grève, et gagner trois des quatre matchs suivants pour aller en série éliminatoire. McGinty accepte à condition d'avoir les coudées franches et monte une équipe de bric et de broc, avec des anciens footballeurs qui ont raté leur carrière professionnelle, dont Falco.
À quelques secondes de la fin du premier match, l'équipe de remplaçants est menée de quatre points. Falco prend peur et change le jeu de McGinty. Cochran, le running back, est taclé juste avant l'end zone et les Washington Sentinels perdent la partie. Le soir, les joueurs grévistes viennent narguer les remplaçants. Les deux équipes se battent et les remplaçants passent la fin de soirée au poste. Cependant l'esprit d'équipe qui avait manqué aux remplaçants pendant le match se met en place. Le match suivant est donc une victoire. Celui d'après aussi.
Le quarterback gréviste reprend le travail et doit jouer le match final de la saison. La partie commence mal pour les Washington Sentinels : Martel ne connaît pas l'équipe ; à la mi-temps, les Sentinels sont menés 17 à 0. Falco, qui regardait le match à la télévision, rejoint le stade et à son arrivée, l'équipe vire Martel des vestiaires. Dès lors, le cours de la partie s'inverse et Shane Falco passe la balle à tous les joueurs, leur offrant leur quart d'heure de célébrité, gagnant ainsi le match.
La grève se termine, les joueurs titulaires vont en série éliminatoire tandis que les remplaçants retournent à leur vie.

## Fiche technique
- Titre original : The Replacements
- Titre français et québécois : Les Remplaçants
- Réalisation : Howard Deutch
- Scénario : Vince McKewin
- Direction artistique : Dan Bishop et Gary Kosko
- Décors : Maria Nay
- Costumes : Jill M. Ohanneson
- Photographie : Tak Fujimoto
- Montage : Seth Flaum et Bud S. Smith (en)
- Musique : John Debney
- Production : Jeffrey Chernov, Steven Reuther, Dylan Sellers, Erwin Stoff
- Société de production : Warner Bros.
- Budget : 50 000 000 $
- Pays d'origine : États-Unis
- Format : Couleurs - 35 mm - 1,85:1 - DTS / Dolby Digital / SDDS
- Genre : comédie, football américain
- Durée : 118 minutes
- Date de sortie : 7 août 2000

## Distribution
- Keanu Reeves (VQ : Daniel Picard) : Shane Falco, nettoyeur de bateaux, quarterback remplaçant, no 16
- Gene Hackman (VQ : Yvon Thiboutot) : Jimmy McGinty, head coach (en) à la retraite
- Brooke Langton (VQ : Christine Séguin) : Annabelle Farrell, cheffe cheerleader
- Orlando Jones (VQ : Gilbert Lachance) : Clifford Franklin, manutentionnaire de supérette, wide receiver remplaçant, no 81
- Faizon Love : Jamal Jackson, videur de boîte de nuit et frère de Andre Jackson, offensive guard remplaçant, no 72
- Michael Taliferro (VQ : François L'Écuyer) : Andre Jackson, videur de boîte de nuit et frère de Jamal Jackson, offensive guard remplaçant, no 73
- Ace Yonamine : Jumbo Fumiko, sumo, offensive tackle remplaçant, no 68
- Troy Winbush : Walter Cochran, évangéliste, running back remplaçant, no 34
- David Denman : Brian Murphy, sourd-muet de naissance, tight end remplaçant, no 86
- Jon Favreau (VQ : Sylvain Hétu) : Daniel Bateman, vétéran de la guerre du Golfe, SWAT, linebacker remplaçant, no 56
- Michael Jace : Earl Wilkinson (Ray Smith), Prisonnier & Ex-Joueur professionnel, safety remplaçant, no 42
- Rhys Ifans (VQ : François Sasseville) : Nigel Gruff, footballeur gallois, propriétaire de pub, kicker remplaçant, no 3
- Gailard Sartain : Pilachowski
- Art LaFleur : Banes
- Brett Cullen (VQ : Benoit Rousseau) : Eddie Martel, quarterback gréviste
- Archie L. Harris Jr. : Wilson Carr
- Evan Parke : Malcolm La Mont
- John Madden : lui-même
- Pat Summerall : lui-même
- Jack Warden : Edward O'Neil
- Al Brown : arbitre 1
- Richard Pilcher : arbitre 2
- Robyn Peterson : Mrs. O'Neil
- Keith David (VQ : Daniel Lesourd) : Lindell
- Marty Wright : Butler
- Ol' Dirty Bastard : lui-même

## Autour du film
Le film a été principalement tourné à Baltimore (Maryland), en particulier au M&T Bank Stadium, ainsi qu'au FedEx Field à Landover (Maryland) et à Richmond (Virginie)